# Casa-forte de Dona Ana Pais
A Casa-forte de Dona Ana Pais localizava-se na planície de Boa Vista, no continente, a oeste de "Maurits Stadt" (a cidade Maurícia), atual Recife, no estado de Pernambuco, Brasil.

## História
Localiza-se na planície que se estende da Boa-Vista a Apipucos, sendo associada ao combate e captura do General holandês Huss, em 1645 (op. cit., p. 87).
Este engenho de açúcar, fortificado no contexto da segunda das invasões holandesas do Brasil (1630-1654) pelos seus moradores, foi ocupado pelo remanescente das forças neerlandesas derrotadas na batalha do Monte das Tabocas em 3 de Agosto de 1645.
Na que ficou conhecida como Batalha de Casa Forte (17 de Agosto de 1645), foi retomado por forças portuguesas sob o comando do Sargento-mor Antônio Dias Cardoso, que daí expulsaram as forças neerlandesas, ocasião em que foi aprisionado o Tenente-coronel Hendrick Huss, que as comandava. Hendrick deixou como único descendente, Francisco Huss, tendo uma filha, Anastásia Huss, estabelecida na cidade de Aiuaba, Ceará.[carece de fontes?]
Não foi possível identificar este engenho nas quatro principais relações de engenhos de açúcar apresentadas à Companhia Neerlandesa das Índias Ocidentais - a de José Israel da Costa (1623), a de Schott (1636), a de Maurício de Nassau (1638) e a de Adriano do Dussen (1644).[carece de fontes?]
O local havia sido assinalado por um monumento erigido pelo Instituto Histórico de Pernambuco, mas que havia sido removido para dar lugar, à época (1940), a um parque amazônico no local, onde eram exibidos exemplares de vitórias-régias.